# موافقة تواصلية
الموافقة التواصلية هي نوع من اتخاذ القرار التداولي والتي تستخدم الوكيل المفوض بطريقة محددة للغاية للحفاظ على الإدلاء الصريح للناخبين بـأصواتهم. ويمكن استخدام الموافقة التواصلية في عدة أنواع مختلفة من مخططات التصويت حيث إن العملية ذاتها متباينة حول طريقة فرز الأصوات.

## الاستخدامات العملية
تقيّم الجمعية العامة لجماعة احتلوا وول ستريت نموذج الموافقة التواصلية.

## وصلات خارجية
- Communicative Assent Standards